# Centralne Biuro Projektowania Przemysłu Rolnego i Spożywczego
Centralne Biuro Projektowania Przemysłu Rolnego i Spożywczego – jednostka organizacyjna Ministerstwa Przemysłu Rolnego i Spożywczego, powołana w celu opracowywania dokumentacji technicznej, obejmującego projekty technologiczne, techniczne i wykonawcze oraz projekty przebudowy lub rozbudowy zakładów przemysłu rolnego i spożywczego.

## Działalność
Na podstawie zarządzenia Ministra Przemysłu Rolnego i Spożywczego z 1949 r. w sprawie utworzenia przedsiębiorstwa państwowego pod nazwą: „Centralne Biuro Projektowania Przemysłu Rolnego i Spożywczego” ustanowiono Biuro. Powołanie Biura pozostawało w ścisłym związku z dekretem z 1947 r. o tworzeniu przedsiębiorstw państwowych.
Nadzór państwowy nad Biurem sprawował Minister Przemysłu Rolnego i Spożywczego.
Przedmiotem działalności Biura było opracowywanie całokształtu dokumentacji technicznej, obejmującej projekty technologiczne, techniczne i wykonawcze, obliczenia techniczne i ekonomiczne oraz kosztorysy budynków, urządzeń i instalacji, stanowiących obiekty budowy, przebudowy lub rozbudowy zakładów przemysłu rolnego i spożywczego.
Biuro miało charakter przedsiębiorstwa państwowego, prowadzonego w ramach narodowych planów gospodarczych oraz według zasad rozrachunku gospodarczego.
Przy Biurze powołana była Rada Nadzoru Społecznego, której zakres działania, sposób powoływania i odwoływania jej członków, organizację i sposób wykonywania powierzonych czynności określiło rozporządzenie Rady Ministrów.
Rada Nadzoru Społecznego miała charakter niezależnego organu nadzorczego, kontrolnego oraz opiniodawczego, podlegającego w swej działalności nadzorowi Prezydium Krajowej Rady Narodowej.
Organem zarządzającym Biura była dyrekcja, powoływana i zwalniana przez Ministra Przemysłu Rolnego i Spożywczego i składająca się z dyrektora naczelnego, reprezentującego dyrekcję samodzielnie oraz z podległych dyrektorowi naczelnemu jednego dyrektora.
Do ważności zobowiązań, zaciąganych przez Biuro, wymagane było współdziałanie, zgodnie z uprawnieniami, przewidzianymi w statucie:
- dwóch członków dyrekcji łącznie,
- jednego członka dyrekcji łącznie z pełnomocnikiem handlowym w granicach jego pełnomocnictwa,
- dwóch pełnomocników handlowych łącznie w granicach ich pełnomocnictw.